# 谢汪
谢汪（4世紀—？），陈郡阳夏人，谢石的儿子。
谢石死后，谢汪承袭为南康郡公，很早就去世了。谢汪的堂兄谢冲把儿子谢明慧过继给谢汪，承袭南康郡公。